# (95) Aréthuse
Pour les articles homonymes, voir Aréthuse.
(95) Aréthuse, désignation internationale (95) Arethusa, est un astéroïde de la ceinture principale d'astéroïdes découvert par Robert Luther le 23 novembre 1867 à Düsseldorf.

## Description
(95) Aréthuse présente une orbite caractérisée par un demi-grand axe de 3,06 UA, une excentricité de 0,15 et une inclinaison de 13,0° par rapport à l'écliptique. Son diamètre a été estimé par l'IRAS à 136,04 km,.

## Étymologie
Cet astéroïde est nommé en référence à Aréthuse.